# 中沟组
中沟组是位于中国甘肃红柳峡、新民堡及祁连山前盆地的白垩纪地层，隸屬於新民堡群，1976年由甘肃省地质局地质力学区域地质测量大队牛绍武等命名。该地层以灰绿、黄褐、黄灰、砖红等色碎屑岩（上部），紫红色巨厚层砾岩（下部）为主，间夹泥质粉砂岩（下部）。